# Шумадијско-рашка зона у фудбалу 2019/20.
Шумадијско-рашка зона у фудбалу 2019/20. је била друго издање Шумадијско-рашке зоне, а прво у којем је учествовало 16 клубова. Сезона је почела 17. августа 2019. године, била је суспендована до даљњег 15.03.2020. због увођења ванредног стања услед пандемије вируса COVID-19  а завршена је 6. маја 2020. године одлуком донетом на седници Одбора за хитна питања ФСС-а, на којој је, између осталог, одлучено да аматерски рангови такмичења буду окончани тако што ће пласман на табели након 15. марта 2020. бити рачунат као коначни пласман такмичења . Освојила га је екипа Груже из Груже .

## Промене у саставу лиге
На седници „Одбора за хитна питања ФСС-а” (13.06.2019.), одлучено је да лига буде проширена са 14 на 16 клубова. Такође, Српска лига Запад је проширена са 16 на 18 клубова и могла је да прими већи број клубова из нижег ранга (успут, од тог такмичења је одустала и Слобода из Ужица , па је ослободила још једно место у Српској лиги Запад).
Све то је довело до следећег:
 У Српску лигу Запад, пласирали су се:
- ФК Сушица из Крагујевца [5] (првак Шумадијско-рашке зоне 2018/19);
- ФК Слога из Краљева (2. на табели Шумадијско-рашке зоне 2018/19);
- ФК Трепча из Косовске Митровице [6] (3. на табели Шумадијско-рашке зоне 2018/19).

 Из ове зоне испао је:
- ФК Карађорђе из Рибнице (последњи на табели Шумадијско-рашке зоне 2018/19).

 Из нижег ранга су се у ову зону директно пласирали :
- ФК Радник из Ушћа (првак Рашке окружне лиге);
- ФК Корићани из Корићана (првак Прве лиге Крагујевца);
- ФК Омладинац из Новог Села (вице-првак Рашке окружне лиге);
- ФК Будућност из Ресника (вице-првак Прве лиге Крагујевца);
- ФК Звечан (првак Окружне лиге Косовска Митровица);
- ОФК Рас из Новог Пазара (4. у Рашкој окружној лиги).

## Клубови учесници
| Клуб               | Место        | Општина      | 2018/19                                  |
| ------------------ | ------------ | ------------ | ---------------------------------------- |
| ОФК Рас            | Нови Пазар   | Нови Пазар   | 4. у Рашкој окружној лиги ()             |
| ФК Аполон 2018     | Ковачи       | Краљево      | 10. у Шумадијско-рашкој зони             |
| ФК Бане 1931       | Рашка        | Рашка        | 11. у Шумадијско-рашкој зони             |
| ФК Будућност       | Ресник       | Крагујевац   | 2. у Првој лиги Крагујевца ()            |
| ФК Водојажа        | Грошница     | Крагујевац   | 5. у Шумадијско-рашкој зони              |
| ФК Гоч             | Врњачка Бања | Врњачка Бања | 13. у Шумадијско-рашкој зони             |
| ФК Гружа           | Гружа        | Кнић         | 8. у Шумадијско-рашкој зони              |
| ФК Звечан          | Звечан       | Звечан       | 1. у Окружној лиги Косовска Митровица () |
| ФК Корићани        | Корићани     | Крагујевац   | 1. у Првој лиги Крагујевца ()            |
| ФК Нови Пазар 1928 | Нови Пазар   | Нови Пазар   | 9. у Шумадијско-рашкој зони              |
| ФК Омладинац       | Ново Село    | Врњачка Бања | 2. у Рашкој окружној лиги ()             |
| ФК Полет           | Ратина       | Краљево      | 6. у Шумадијско-рашкој зони              |
| ФК Радник          | Ушће         | Краљево      | 1. у Рашкој окружној лиги ()             |
| ФК Реал            | Подунавци    | Врњачка Бања | 12. у Шумадијско-рашкој зони             |
| ФК Шумадија        | Топоница     | Кнић         | 7. у Шумадијско-рашкој зони              |
| ФК Шумадија 1903   | Крагујевац   | Крагујевац   | 4. у Шумадијско-рашкој зони              |

## Резултати
Извор: srbijasport.net 
Домаће екипе су наведене у левој колони:
Косим словима исписани су резултати утакмица које су окончане службеним резултатом
ОТК - отказано
|                        | РАС | АПО | БАН | БУД | ВОД | ГОЧ | ГРУ | ЗВЕ | КОР | НПА | ОМЛ | ПОЛ | РАД | РЕА | ШУМ(Т) | ШУМ(КГ) |
| ---------------------- | --- | --- | --- | --- | --- | --- | --- | --- | --- | --- | --- | --- | --- | --- | ------ | ------- |
| ОФК Рас                | XXX | 2:1 | ОТК | 3:0 | 1:0 | 4:0 | ОТК | 2:0 | 2:3 | 1:1 | 1:0 | ОТК | ОТК | ОТК | ОТК    | ОТК     |
| ФК Аполон 2018         | ОТК | XXX | 0:3 | ОТК | ОТК | 2:1 | ОТК | ОТК | 3:0 | 0:1 | ОТК | 3:1 | 2:2 | 1:0 | ОТК    | 0:2     |
| ФК Бане 1931           | 5:2 | 2:0 | XXX | 1:0 | 2:2 | ОТК | 0:1 | ОТК | ОТК | ОТК | 7:1 | ОТК | ОТК | ОТК | 1:1    | 3:3     |
| ФК Будућност Ресник    | ОТК | 0:1 | ОТК | XXX | ОТК | 3:2 | 2:1 | 4:3 | 2:1 | 2:1 | ОТК | ОТК | 1:0 | 2:1 | ОТК    | ОТК     |
| ФК Водојажа            | 5:0 | 1:0 | ОТК | 2:1 | XXX | ОТК | ОТК | 2:0 | 0:1 | 1:2 | 2:0 | 1:1 | ОТК | ОТК | ОТК    | ОТК     |
| ФК Гоч                 | ОТК | ОТК | 2:3 | ОТК | 2:3 | XXX | 0:1 | ОТК | ОТК | ОТК | ОТК | 1:1 | 2:3 | 0:1 | 2:4    | 0:1     |
| ФК Гружа               | 1:1 | 5:0 | ОТК | 4:1 | 0:2 | ОТК | XXX | 3:0 | ОТК | ОТК | 2:1 | 2:1 | ОТК | ОТК | 2:0    | ОТК     |
| ФК Звечан              | ОТК | 1:4 | 1:0 | ОТК | ОТК | 1:2 | ОТК | XXX | 1:1 | 1:1 | ОТК | ОТК | 0:0 | 1:3 | ОТК    | ОТК     |
| ФК Корићани            | ОТК | ОТК | 4:3 | ОТК | ОТК | 2:0 | 1:4 | ОТК | XXX | 0:1 | ОТК | 4:0 | 2:0 | 0:3 | ОТК    | 0:2     |
| ФК Нови Пазар 1928     | ОТК | ОТК | 0:3 | ОТК | ОТК | 2:2 | 3:4 | ОТК | ОТК | XXX | ОТК | 3:2 | 1:1 | 0:0 | 1:0    | 1:3     |
| ФК Омладинац Ново Село | ОТК | 0:1 | ОТК | 2:2 | ОТК | 4:0 | ОТК | 1:1 | 2:1 | 1:2 | XXX | ОТК | ОТК | 0:2 | 1:3    | ОТК     |
| ФК Полет Ратина        | 3:1 | ОТК | 3:0 | 3:1 | ОТК | 2:1 | ОТК | 4:3 | ОТК | ОТК | 1:1 | XXX | 3:0 | 2:2 | ОТК    | ОТК     |
| ФК Радник Ушће         | 1:2 | ОТК | 1:3 | ОТК | 3:2 | ОТК | 1:4 | ОТК | 1:0 | ОТК | 4:0 | ОТК | XXX | ОТК | 4:1    | 0:1     |
| ФК Реал Подунавци      | 4:2 | ОТК | 1:1 | ОТК | 0:1 | ОТК | 1:1 | ОТК | ОТК | 2:0 | ОТК | ОТК | 3:0 | XXX | 6:2    | 1:1     |
| ФК Шумадија Топоница   | 3:2 | 0:1 | ОТК | 1:0 | 1:0 | ОТК | ОТК | 2:1 | 2:1 | ОТК | 9:2 | 1:0 | ОТК | ОТК | XXX    | ОТК     |
| ФК Шумадија 1903       | 1:0 | ОТК | ОТК | 2:0 | 2:1 | ОТК | 1:3 | 2:0 | ОТК | ОТК | 5:0 | 4:2 | ОТК | ОТК | 3:0    | XXX     |

## Резултати по колима
Извор: srbijasport.net 
- Црном бојом исписани су резултати утакмица одиграних првог дана датог кола
- Тамно плавом бојом исписани су резултати утакмица одиграних другог дана датог кола
- Плавом бојом су исписани резултати утакмица које су одложене, а у загради поред њих дат је датум њиховог одигравања
- Косим словима исписани су резултати утакмица које су окончане службеним резултатом

| 1. коло (17/18.08.2019) | 2. коло (24/25.08.2019.) | 3. коло (31.08/01.09.2019.) | 4. коло (07/08.09.2019.) | 5. коло (14/15.09.2019.) |
| --- | --- | --- | --- | --- |
| Гоч 1:1 Полет Гружа 4:1 Будућност Шумадија (КГ) 2:0 Звечан Водојажа 5:0 Рас Нови Пазар 1928 0:0 Реал Шумадија (Т) 9:2 Омладинац Корићани 2:0 Радник Аполон 0:3 Бане                      | Омладинац 2:1 Корићани Гоч 2:3 Водојажа Полет 4:3 Звечан Бане 3:3 Шумадија (КГ) Будућност 0:1 Аполон Радник 1:4 Гружа Реал 6:2 Шумадија (Т) Рас 1:1 Нови Пазар 1928 | Гружа 2:1 Омладинац Нови Пазар 1928 2:2 Гоч Шумадија (КГ) 2:0 Будућност Водојажа 1:1 Полет Шумадија (Т) 3:2 Рас Корићани 0:3 Реал Аполон 2:2 Радник Звечан 1:0 Бане | Омладинац 0:1 Аполон Реал 1:1 Гружа Гоч 2:4 Шумадија (Т) Полет 3:0 Бане Будућност 4:3 Звечан Радник 0:1 Шумадија (КГ) Рас 2:3 Корићани Водојажа 1:2 Нови Пазар 1928               | Шумадија (КГ) 5:0 Омладинац Гружа 1:1 Рас Бане 1:0 Будућност Нови Пазар 1928 3:2 Полет Шумадија (Т) 1:0 Водојажа Корићани 2:0 Гоч Аполон 1:0 Реал Звечан 0:0 Радник               |
| 6. коло (21/22.09.2019.) | 7. коло (28/29.09.2019.) | 8. коло (05/06.10.2019.) | 9. коло (12/13.10.2019.) | 10. коло (20.10.2019.) |
| Омладинац 1:1 Звечан Гоч 0:1 Гружа Рас 2:1 Аполон Полет 3:1 Будућност Радник 1:3 Бане Реал 1:1 Шумадија (КГ) Водојажа 0:1 Корићани Нови Пазар 1928 1:0 Шумадија (Т)                      | Гружа 0:2 Водојажа Шумадија (КГ) 1:0 Рас Шумадија (Т) 1:0 Полет Корићани 0:1 Нови Пазар 1928 Аполон 2:1 Гоч Звечан 1:3 Реал Бане 7:1 Омладинац Будућност 1:0 Радник | Водојажа 2:1 Аполон Омладинац 2:2 Будућност Полет 3:0 Радник Гоч 0:1 Шумадија (КГ) Реал 1:1 Бане Рас 2:0 Звечан Нови Пазар 1928 3:4 Гружа Шумадија (Т) 2:1 Корићани | Шумадија (КГ) 2:1 Водојажа Гружа 2:0 Шумадија (Т) Бане 5:2 Рас Корићани 4:0 Полет Аполон 0:1 Нови Пазар 1928 Звечан 1:2 Гоч Будућност 2:1 Реал Радник 4:0 Омладинац               | Гоч 2:3 Бане Полет 1:1 Омладинац Реал 3:0 Радник Рас 3:0 Будућност Водојажа 2:0 Звечан Шумадија (Т) 0:1 Аполон Корићани 1:4 Гружа Нови Пазар 1928 1:3 Шумадија (КГ) (23.10.2019.) |
| 11. коло (26/27.10.2019.) | 12. коло (02/03.11.2019.) | 13. коло (09/10.11.2019.) | 14. коло (17.11.2019.) | 15. коло (23/24.11.2019.) |
| Шумадија (КГ) 3:0 Шумадија (Т) Омладинац 0:2 Реал Гружа 2:1 Полет Радник 1:2 Рас Будућност 3:2 Гоч Бане 2:2 Водојажа Звечан 1:1 Нови Пазар 1928 Аполон 3:0 Корићани                      | Гружа 5:0 Аполон Гоч 2:3 Радник Полет 2:2 Реал Рас 1:0 Омладинац Водојажа 2:1 Будућност Нови Пазар 1928 0:3 Бане Шумадија (Т) 2:1 Звечан Корићани 0:2 Шумадија (КГ) | Омладинац 4:0 Гоч Шумадија (КГ) 1:3 Гружа Звечан 1:1 Корићани Бане 1:1 Шумадија (Т) Будућност 2:1 Нови Пазар 1928 Радник 3:2 Водојажа Аполон 3:1 Полет Реал 4:2 Рас | Гоч 0:1 Реал Водојажа 2:0 Омладинац Нови Пазар 1928 1:1 Радник Шумадија (Т) 1:0 Будућност Корићани 4:3 Бане Полет 3:1 Рас Аполон 0:2 Шумадија (КГ) Гружа 3:0 Звечан (30.11.2019.) | Шумадија (КГ) 4:2 Полет Омладинац 1:2 Нови Пазар 1928 Бане 0:1 Гружа Звечан 1:4 Аполон Будућност 2:1 Корићани Радник 4:1 Шумадија (Т) Реал 0:1 Водојажа Рас 4:0 Гоч               |
| 16. коло (14/15.03.2020) | 17. коло (Отказано) | 18. коло (Отказано) | 19. коло (Отказано) | 20. коло (Отказано) |
| Омладинац 1:3 Шумадија (Т) Полет 2:1 Гоч Рас 1:0 Водојажа Реал 2:0 Нови Пазар 1928 Радник 1:0 Корићани Будућност 2:1 Гружа Бане 2:0 Аполон Звечан - Шумадија (КГ) (одложено па отказано) | Звечан - Полет Шумадија (КГ) - Бане Аполон - Будућност Гружа - Радник Корићани - Омладинац Шумадија (Т) - Реал Нови Пазар 1928 - Рас Водојажа - Гоч                 | Полет - Водојажа Гоч - Нови Пазар 1928 Рас - Шумадија (Т) Реал - Корићани Омладинац - Гружа Радник - Аполон Шумадија (КГ) - Будућност Бане - Звечан                 | Бане - Полет Звечан - Будућност Шумадија (КГ) - Радник Аполон - Омладинац Гружа - Реал Корићани - Рас Шумадија (Т) - Гоч Нови Пазар 1928 - Водојажа                               | Полет - Нови Пазар 1928 Водојажа - Шумадија (Т) Гоч - Корићани Рас - Гружа Реал - Аполон Омладинац - Шумадија (КГ) Радник - Звечан Будућност - Бане                               |
| 21. коло (Отказано) | 22. коло (Отказано) | 23. коло (Отказано) | 24. коло (Отказано) | 25. коло (Отказано) |
| Будућност - Полет Бане - Радник Звечан - Омладинац Шумадија (КГ) - Реал Аполон - Рас Гружа - Гоч Корићани - Водојажа Шумадија (Т) - Нови Пазар 1928                                      | Полет - Шумадија (Т) Нови Пазар 1928 - Корићани Водојажа - Гружа Гоч - Аполон Рас - Шумадија (КГ) Реал - Звечан Омладинац - Бане Радник - Будућност                 | Радник - Полет Будућност - Омладинац Бане - Реал Звечан - Рас Шумадија (КГ) - Гоч Аполон - Водојажа Гружа - Нови Пазар 1928 Корићани - Шумадија (Т)                 | Полет - Корићани Шумадија (Т) - Гружа Нови Пазар 1928 - Аполон Водојажа - Шумадија (КГ) Гоч - Звечан Рас - Бане Реал - Будућност Омладинац - Радник                               | Омладинац - Полет Радник - Реал Будућност - Рас Бане - Гоч Звечан - Водојажа Шумадија (КГ) - Нови Пазар 1928 Аполон - Шумадија Гружа - Корићани                                   |
| 26. коло (Отказано) | 27. коло (Отказано) | 28. коло (Отказано) | 29. коло (Отказано) | 30. коло (Отказано) |
| Полет - Гружа Корићани - Аполон Шумадија (Т) - Шумадија (КГ) Нови Пазар 1928 - Звечан Водојажа - Бане Гоч - Будућност Рас - Радник Реал - Омладинац                                      | Реал - Полет Омладинац - Рас Радник - Гоч Будућност - Водојажа Бане - Нови Пазар 1928 Звечан - Шумадија (Т) Шумадија (КГ) - Корићани Аполон - Гружа                 | Полет - Аполон Гружа - Шумадија (КГ) Корићани - Звечан Шумадија (Т) - Бане Нови Пазар 1928 - Будућност Водојажа - Радник Гоч - Омладинац Рас - Реал                 | Рас - Полет Реал - Гоч Омладинац - Водојажа Радник - Нови Пазар 1928 Будућност - Шумадија (Т) Бане - Корићани Звечан - Гружа Шумадија (КГ) - Аполон                               | Полет - Шумадија (КГ) Аполон - Звечан Гружа - Бане Корићани - Будућност Шумадија (Т) - Радник Нови Пазар 1928 - Омладинац Водојажа - Реал Гоч - Рас                               |

## Табела и статистика лиге
Извор: srbijasport.net 
| #  | Клуб                     | ОУ | Поб | Нер | Пор | ДГ | ПГ | ГР  | Бодови |
| -- | ------------------------ | -- | --- | --- | --- | -- | -- | --- | ------ |
| 1  | ФК Гружа                 | 16 | 12  | 2   | 2   | 38 | 15 | +23 | 38     |
| 2  | ФК Шумадија 1903         | 15 | 12  | 2   | 1   | 33 | 11 | +22 | 38     |
| 3  | ФК Реал Подунавци        | 16 | 8   | 5   | 3   | 30 | 14 | +16 | 29     |
| 4  | ФК Бане 1931             | 16 | 8   | 4   | 4   | 37 | 22 | +15 | 28     |
| 5  | ФК Шумадија Топоница     | 16 | 9   | 1   | 6   | 30 | 27 | +3  | 28     |
| 6  | ФК Водојажа              | 16 | 8   | 2   | 6   | 26 | 17 | +19 | 26     |
| 7  | ФК Аполон 2018           | 16 | 8   | 1   | 7   | 20 | 22 | -2  | 25     |
| 8  | ОФК Рас                  | 16 | 7   | 2   | 7   | 26 | 28 | -2  | 23     |
| 9  | ФК Нови Пазар 1928       | 16 | 6   | 5   | 5   | 20 | 23 | -3  | 23     |
| 10 | ФК Полет Ратина          | 16 | 6   | 4   | 6   | 29 | 28 | 1   | 22     |
| 11 | ФК Будућност Ресник (-1) | 16 | 7   | 1   | 8   | 21 | 28 | -7  | 21     |
| 12 | ФК Корићани              | 16 | 6   | 1   | 9   | 21 | 26 | -5  | 19     |
| 13 | ФК Радник Ушће           | 16 | 5   | 3   | 8   | 21 | 27 | -6  | 18     |
| 14 | ФК Омладинац Ново Село   | 16 | 2   | 3   | 11  | 16 | 43 | -27 | 9      |
| 15 | ФК Звечан                | 15 | 1   | 4   | 10  | 14 | 31 | -17 | 7      |
| 16 | ФК Гоч                   | 16 | 1   | 2   | 13  | 17 | 37 | -20 | 5      |

ОУ - број одиграних утакмица
Поб - број победа
Нер - број утакмица завршених нерешеним резултатом
Пор - број пораза
ДГ - број датих голова
ПГ - број примљених голова
ГР - гол-разлика
НАПОМЕНА (1): Будућност из Ресника кажњена је 07.11.2019. одузимањем једног бода због тога што је на утакмици у оквиру 10. кола за њих наступао играч који је тада био под суспензијом.
| Статистика лиге:                            | Статистика лиге: |
| ------------------------------------------- | --- |
| Одиграно кола                               | 16 од 30 |
| Одиграно утакмица                           | 127 од 240 |
| Број победа домаћих екипа                   | 69 (54%) |
| Број мечева без победника                   | 21 (16%) |
| Број победа гостујућих екипа                | 37 (29%) |
| Укупно датих голова                         | 399 |
| Број голова по колу                         | 24,94 |
| Број голова по утакмици                     | 3,14 |
| Укупан број голова домаћих екипа            | 241 |
| Укупан број голова домаћих екипа по мечу    | 1,9 |
| Укупан број голова гостујућих екипа         | 158 |
| Укупан број голова гостујућих екипа по мечу | 1,24 |
| Највећа победа домаћег тима                 | +7 (Шумадија Топоница 9:2 Омладинац Ново Село) |
| Највећа победа гостујућег тима              | +3 (Аполон 2018 0:3 Бане 1931 Корићани 0:3 Реал Подунавци Радник Ушће 1:4 Гружа Корићани 1:4 Гружа Нови Пазар 1928 0:3 Бане 1931 Звечан 1:4 Аполон 2018) |
| Највише датих голова у мечу                 | 11 (Шумадија Топоница 9:2 Омладинац Ново Село) |

## Успешност и форма тимова (календарски, а не по колима)
Извор: srbijasport.net 
| ОФК Рас                | 1 | 2 | 3 | 4 | 5 | 6 | 7 | 8 | 9 | 10 | 11 | 12 | 13 | 14 | 15 | 16 |
| ФК Аполон 2018         | 1 | 2 | 3 | 4 | 5 | 6 | 7 | 8 | 9 | 10 | 11 | 12 | 13 | 14 | 15 | 16 |
| ФК Бане 1931           | 1 | 2 | 3 | 4 | 5 | 6 | 7 | 8 | 9 | 10 | 11 | 12 | 13 | 14 | 15 | 16 |
| ФК Будућност Ресник    | 1 | 2 | 3 | 4 | 5 | 6 | 7 | 8 | 9 | 10 | 11 | 12 | 13 | 14 | 15 | 16 |
| ФК Водојажа            | 1 | 2 | 3 | 4 | 5 | 6 | 7 | 8 | 9 | 10 | 11 | 12 | 13 | 14 | 15 | 16 |
| ФК Гоч                 | 1 | 2 | 3 | 4 | 5 | 6 | 7 | 8 | 9 | 10 | 11 | 12 | 13 | 14 | 15 | 16 |
| ФК Гружа               | 1 | 2 | 3 | 4 | 5 | 6 | 7 | 8 | 9 | 10 | 11 | 12 | 13 | 15 | 14 | 16 |
| ФК Звечан              | 1 | 2 | 3 | 4 | 5 | 6 | 7 | 8 | 9 | 10 | 11 | 12 | 13 | 15 | 14 |    |
| ФК Корићани            | 1 | 2 | 3 | 4 | 5 | 6 | 7 | 8 | 9 | 10 | 11 | 12 | 13 | 14 | 15 | 16 |
| ФК Нови Пазар 1928     | 1 | 2 | 3 | 4 | 5 | 6 | 7 | 8 | 9 | 10 | 11 | 12 | 13 | 14 | 15 | 16 |
| ФК Омладинац Ново Село | 1 | 2 | 3 | 4 | 5 | 6 | 7 | 8 | 9 | 10 | 11 | 12 | 13 | 14 | 15 | 16 |
| ФК Полет Ратина        | 1 | 2 | 3 | 4 | 5 | 6 | 7 | 8 | 9 | 10 | 11 | 12 | 13 | 14 | 15 | 16 |
| ФК Радник Ушће         | 1 | 2 | 3 | 4 | 5 | 6 | 7 | 8 | 9 | 10 | 11 | 12 | 13 | 14 | 15 | 16 |
| ФК Реал Подунавци      | 1 | 2 | 3 | 4 | 5 | 6 | 7 | 8 | 9 | 10 | 11 | 12 | 13 | 14 | 15 | 16 |
| ФК Шумадија Топоница   | 1 | 2 | 3 | 4 | 5 | 6 | 7 | 8 | 9 | 10 | 11 | 12 | 13 | 14 | 15 | 16 |
| ФК Шумадија 1903       | 1 | 2 | 3 | 4 | 5 | 6 | 7 | 8 | 9 | 10 | 11 | 12 | 13 | 14 | 15 |    |

- број у обојеним квадратићима се односи на коло у коме је меч одигран. Подебљан је у утакмицама у којима је дати клуб био домаћин.

| Најдужи победнички низ | ФК Гружа               | 8 мечева  |
| Најдужи низ ремија     | ФК Нови Пазар 1928     | 3 меча    |
| Најдужи губитнички низ | ФК Гоч                 | 7 мечева  |
| Најдужи низ без пораза | ФК Шумадија 1903       | 12 мечева |
| Најдужи низ без ремија | ФК Гоч, ФК Аполон 2018 | 13 мечева |
| Најдужи низ без победе | ФК Звечан              | 12 мечева |

## Позиције на табели по колима
Извор: srbijasport.net 
|                        | 1  | 2  | 3  | 4  | 5  | 6  | 7  | 8  | 9  | 10 | 11 | 12 | 13 | 14 | 15 | 16 |
| ---------------------- | -- | -- | -- | -- | -- | -- | -- | -- | -- | -- | -- | -- | -- | -- | -- | -- |
| ОФК Рас                | 15 | 13 | 15 | 16 | 16 | 12 | 13 | 11 | 12 | 11 | 11 | 9  | 9  | 11 | 9  | 8  |
| ФК Аполон 2018         | 14 | 9  | 8  | 7  | 4  | 8  | 6  | 9  | 10 | 8  | 6  | 8  | 6  | 7  | 7  | 7  |
| ФК Бане 1931           | 4  | 4  | 7  | 10 | 10 | 7  | 5  | 5  | 5  | 3  | 3  | 3  | 3  | 4  | 5  | 4  |
| ФК Будућност Ресник    | 13 | 15 | 16 | 12 | 12 | 14 | 11 | 12 | 11 | 12 | 12 | 12 | 12 | 12 | 12 | 11 |
| ФК Водојажа            | 2  | 2  | 3  | 6  | 9  | 10 | 10 | 8  | 9  | 7  | 8  | 6  | 7  | 6  | 4  | 6  |
| ФК Гоч                 | 7  | 12 | 13 | 14 | 14 | 15 | 15 | 15 | 13 | 14 | 15 | 16 | 16 | 16 | 16 | 16 |
| ФК Гружа               | 3  | 1  | 1  | 1  | 3  | 2  | 4  | 3  | 2  | 2  | 2  | 2  | 1  | 1  | 1  | 1  |
| ФК Звечан              | 12 | 14 | 10 | 11 | 11 | 11 | 12 | 13 | 14 | 15 | 13 | 14 | 15 | 15 | 15 | 15 |
| ФК Корићани            | 6  | 8  | 11 | 9  | 6  | 5  | 8  | 10 | 6  | 10 | 10 | 11 | 11 | 10 | 11 | 12 |
| ФК Нови Пазар 1928     | 9  | 11 | 9  | 8  | 5  | 4  | 3  | 4  | 4  | 5  | 5  | 7  | 8  | 8  | 8  | 9  |
| ФК Омладинац Ново Село | 16 | 10 | 12 | 13 | 13 | 13 | 14 | 14 | 16 | 13 | 14 | 15 | 14 | 14 | 14 | 14 |
| ФК Полет Ратина        | 8  | 6  | 6  | 5  | 8  | 6  | 9  | 6  | 7  | 9  | 9  | 10 | 10 | 9  | 10 | 10 |
| ФК Радник Ушће         | 11 | 16 | 14 | 15 | 15 | 16 | 16 | 16 | 15 | 16 | 16 | 13 | 13 | 13 | 13 | 13 |
| ФК Реал Подунавци      | 10 | 3  | 2  | 4  | 7  | 9  | 7  | 7  | 8  | 6  | 4  | 5  | 4  | 3  | 3  | 3  |
| ФК Шумадија Топоница   | 1  | 7  | 5  | 3  | 2  | 3  | 2  | 2  | 3  | 4  | 7  | 4  | 5  | 5  | 6  | 5  |
| ФК Шумадија 1903       | 5  | 5  | 4  | 2  | 1  | 1  | 1  | 1  | 1  | 1  | 1  | 1  | 2  | 2  | 2  | 2  |

Напомена: При изради ове табеле, рачунато је да Будућност од 10. кола има 1 бод мање.

## Обнављање лиге
Према пропозицијама:
- у виши ранг на крају сезоне је требало да се пласира првак овог такмичења;
- у нижи ранг на крају сезоне требало је да директно испадну последња два клуба на табели + онолики број клубова једнак броју клубова који из Српске лиге Запад испадну у Шумадијско-рашку зону. Уколико освајач Шумадијске окружне лиге буде клуб из Општине Кнић, онда би још један клуб директно испада из Шумадијско-рашке зоне у нижи ранг. Најлошије пласирана екипа на крају сезоне у Шумадијско-рашкој зони која не испадне директно у нижи ранг, играла би бараж за попуну места у овом такмичењу са прваком Окружне лиге Косовска Митровица.
- у ово такмичење из нижих рангова на крају сезоне требало је да се пласирају првак Рашке окружне лиге, првак Прве лиге Крагујевца, победник баража између вице-првака ове две окружне лиге, првак Шумадијске окружне лиге (само у случају да то буде клуб из Кнића), и првак Окружне лиге Косовска Митровица (само у случају да победи у баражу најлошије пласирану екипу Шумадијско-рашке зоне која није директно испала у нижи ранг).
Међутим из Фудбалског савеза региона западне Србије су одлучили да се баражи за попуну места у лиги не одиграју, и да ће у лиги остати клубови из сезоне 2019/20 који су, на основу пласмана на табели, морали да играју бараж за опстанак у овој зони . Ту се није завршила прича око попуњавања ове лиге, већ су на то утицале и касније одлуке попут ширења Суперлиге на 20  , Прве лиге на 18 клубова, изостанак првобитно планираног смањења броја клубова Српске лиге Запад са 18 на 16, затим одустајање београдског Синђелића из Прве лиге, увођење правила о куповини слободних места у вишим ранговима  чиме су још 2 тима из Српске лиге Запад отишла у виши ранг ...што је значило да је Српска лига Запад могла примити више клубова из нижег ранга (па и ове зоне), а и стварање још једног места вишка за попуњавање ове зоне. Све је то довело до следећег :
 Из Српске лиге Запад у ову зону испао је:
- ФК Мокра Гора из Зубиног Потока (18. у Српској лиги Запад 2019/20.).

 У Српску лигу Запад пласирали су се:
- ФК Гружа из Груже (првак Шумадијско-рашке зоне);
- ФК Бане 1931 из Рашке (Одлуком Секретаријата ФСРЗС).

 Из ове зоне је испао:
- ФК Звечан (15. на табели Шумадијско-рашке зоне).

 Из нижег ранга су се у ову зону директно пласирали:
- ФК Пролетер из Печенога (првак Рашке окружне лиге);
- ФК Борац из Дреновца (првак Прве лиге Крагујевца).

Одлуком Секретаријата ФСРЗС:
ФК Гоч из Врњачке Бање, који је требало да испадне из лиге као 16. на табели Шумадијско-рашке зоне, опстао је у њој, чиме је попуњено последње слободно место у лиги које је настало због пласмана ФК Бане 1931 из Рашке у виши ранг административним путем.